# Rockenstuhl
Rockenstuhl este o comună din landul Turingia, Germania.